# Philautus sarasinorum
Philautus sarasinorum är en groddjursart som först beskrevs av Müller 1887.  Philautus sarasinorum ingår i släktet Philautus och familjen trädgrodor. Inga underarter finns listade i Catalogue of Life.